# Oikosz

egy hagyományos ókori görög ház alaprajza

Az oikosz (ógörögül: οἶκος, tsz.: οἶκοι;  magyarul ökosz) eredeti jelentése az ógörög korban: otthon, ház, háztartás, házigazdaság, család, családi gazdaság értelmű volt.

(az angolba és szinte minden mai nyelvbe átvett és előforduló előtag (prefix) is innen ered: eco-, vagy öko-; pl.: ökológia-ecology-környezettan, ökonómia-economics-közgazdaságtan) 
Az oikosz a legtöbb görög városállam társadalmi alapegysége, melynek vezetője a családfő (általában a legidősebb férfi), tagjai a tágabb család (feleség és gyerekek, menyek és unokák) és a házi-, gazdasági rabszolgák; ők mind egy háztartásban élnek és dolgoznak. Egy nagy oikoszhoz már majorságok is kapcsolódnak, melyeket többnyire rabszolgák művelnek; ezek a mezőgazdasági egységek az ókori gazdaság alapjai.
A görög oikosz építészeti elrendezésében jelentősen eltér az ókori római (villa)háztól (domus), bár utóbbi kialakítására hatással volt; mivel az ókori Görögország hosszú ideig a Római Birodalom része volt. Az épület magva egy burkolt udvart körülölelő oszlopsor (perisztülion), az e körül található helyiségekben nagyon elkülönülnek a férfi és a női lakó(élet)terek.
A ház egyik felén, a vendégektől és a látogatóktól védetten, elzártan helyezkedik el a gynaikonitisz (γυναικωνῖτις, a "női galéria", latinul: gynaeceum), ez lehet egy kis oszlopcsarnok, vagy gang is (περιστύλιον), és mögötte a női oikosz helyisége; ezekben a terekben a ház asszonya a háziszolgákkal a háztartási tevékenységeket, a házimunkákat végzi, vagy irányítja; úgymint a gyereknevelés, fonás, szövés, ruhavarrás, betegápolás. A ház ugyanezen oldalán állnak a női hálószobák és étkezők is. A ház másik felén található az andronitisz (ἀνδρωνῖτις, tsz. Ἀνδρωνῖται),  a "férfirészleg", a férfiszoba, minden otthoni férfias tevékenység itt zajlott és ezen az oldalon helyezkedhetett el pár további étkező, majd a vendég lakosztály és a könyvtár is.

## Fordítás
Ez a szócikk részben vagy egészben  az   Oikos című angol Wikipédia-szócikk fordításán alapul.  Az eredeti cikk szerkesztőit annak laptörténete sorolja fel. Ez a jelzés csupán a megfogalmazás eredetét és a szerzői jogokat jelzi, nem szolgál a cikkben szereplő információk forrásmegjelöléseként.